# 倫庫鄉 (沃爾恰縣)
45°10′N 24°27′E / 45.167°N 24.450°E
倫庫鄉（羅馬尼亞語：Comuna Runcu, Vâlcea），是羅馬尼亞的鄉份，位於該國西南部，由沃爾恰縣負責管轄，面積52平方公里，海拔高度579米，2002年人口1,103，人口密度每平方公里21人。